# 印度高速鐵路

计划的高铁路线网

印度高速铁路是印度境内达到最高营运时速200公里以上的铁路路线。目前印度第一条高铁孟买—艾哈迈达巴德高速铁路正在建设中。营运中最快的列车是格蒂曼特快列车与致敬印度号特快列车，当行驶于Tughlakabad - Agra Cantonment间路段时达到最高营运时速160公里。
在2014年大选之前，印度人民党承诺引入高铁。印度人民党承诺通过高铁将印度上百万个城市全部连接起来，而赢得选举的印度人民党承诺建立“钻石四边形”项目，该项目将通过高铁连接钦奈，德里，加尔各答和孟买。在即将上任的总统讲话中，该项目被批准为新政府的优先事项。建设一公里的高速铁路将花费₹10亿（1400万美元） ~₹14亿（2000万美元），这比建设标准铁路的成本要高10-14倍。
印度部长联盟理事会批准了日本于2015年12月10日修建印度第一条高速铁路的提议。计划中的铁路将以最高320公里（200 英里）每小时的速度，在印度经济中心孟买和西部城市艾哈迈达巴德之间，沿西海岸行驶508公里（310英里）。根据该建议，该工程于2017年开始，预计在2022年完成。该项目的估计成本为 9800亿卢比（印度卢比，下同，约140亿美元），由日本提供一个软贷款。正式计划于2023年开始运营，但印度已宣布打算尝试在一年前投入运营。它将在短短2个小时内将乘客从艾哈迈达巴德运送到孟买，反之亦然，其机票价格将比飞机票便宜，即2500~3000卢比。
印度将有两种高铁轨距。采用日本技术的新高铁轨道将采用标准轨，而升级至高铁标准的较旧轨道将采用印度寛轨。因此，在新铺设的轨道和较旧的升级轨道之间，客运和货运交通将无法互通。

## 概要
2014年大选中，两大政党印度人民党和印度国民大会党都在公约中提出了建设高铁。在总选举中获胜的纳伦德拉·莫迪率领的印度人民党，作为钻石的四角形构想，承诺建设连接钦奈·德里·加尔各答·孟买四大城市的路线网。
印度铁路的目标是通过现有线路的改良实现最高速度160km/h，2014年7月在德里-阿格勒之间的试验运行中达到了160km/h的速度。对此，乘客的安全性受到了批评。
最初的区间在孟买和阿萨曼德佛之间约500公里，预计2017年开工，2023年开业。费用为9800亿卢比（147亿美元），2015年12月达成协议，将从日本以最大1兆4600亿日元的日元贷款筹措资金。高铁将在全线高架上建设。

## 历史
最初提出引入高铁的是1980年代的铁道大臣马达夫·拉奥·辛迪亚。调查结果显示，建设费用巨大，以及乘客无法负担与原有线路相比高额的运费，这是不现实的。
1987年进行的可行性研究的结果是，铁路研究设计标准机构和国际合作机构将时速250km/h～300km/h的专用线的建设费用估计为每公里4900万卢比。如果按照年率10%的通货膨胀来计算的话，到2010年为止每公里4亿3900万卢比（950万美元）。另外，在可行性研究中，孟买和阿萨马德佛之间的建设被认为是最有可行性的。
2009年7月，印度铁道部长马塔•班纳吉就提出了《印度铁路2020年远景规划》。2009年12月18日，印度铁道部向印度议会提交了白皮书《未来2020》，内容是在商业、观光、巡礼等中心城市以时速250km/h～350km/h连接的高速铁路计划。根据白皮书，提倡引入以下6个回廊。
- 德里-昌迪加尔-阿姆利则
- 浦那-孟买-艾哈迈达巴德
- 海得拉巴-卡齐佩特-多纳卡-维贾亚瓦达-钦奈
- 豪勒-哈迪亚
- 钦奈-班加罗尔-科安扬Buttur-Ernakulam
- 德里-阿格拉-勒克瑙-瓦拉纳西-帕特纳

2012年12月，中国与印度签署了引进中国高铁技术的备忘录。2013年9月印度和日本联合宣布孟买到艾哈迈德阿巴德的高铁项目，整条线路将有12个车站，时速预计达到320公里。该项目由日本国际协力事业团（JICA）以贷款形式提供81%的资金，约7.9万亿卢比，贷款援助期限是50年，宽限期为15年，利率为0.1%；剩余部分由印度铁道部、马哈拉施特拉邦、古吉拉特邦政府承担。2015年7月印日双方的专门机构，对该项目进行了可行性研究，评估认为项目可被落实，预计于2017年完成土地收购，2017-2018年开工建设铁路，2023年-2024年完工。
2013年10月29日，印度铁路为了引进被提倡的高铁，设立了印度高速铁路公司（High Speed Rail Corporation of India Ltd，HSRC）。所有的高铁都是官民联合BOT方式建设的。
2015年12月12日，在日印首脑会谈上，安倍晋三与莫迪就在孟买和艾哈迈德阿巴德之间的高铁中采用日本的新干线方式达成一致。日本决定在资金方面和技术方面进行援助，日元贷款最多占总项目经费的81%。另外，关于建设的详细情况，成立了联合委员会进行协商。2016年2月印度铁道部设立了专门的机构：印度国家高速铁路有限公司（NHSRC），用以在日本的财政支持和技术援助下，将该高铁项目落到实处。2016年12月，印度铁道部、印度国家高速铁路有限公司和日本国际协力事业团针对该项目签订了三方协议。2017年3月日本国际运输顾问公司（JIC）正式开始印度高铁项目研究，具体负责预测需求，设定票价并制定列车运营计划，处理隧道和桥梁等结构的初步设计工作，并制定整体施工时间表。2017年9月14日，在艾哈迈德阿巴德举行了孟买和艾哈迈德阿巴德之间的高铁开工仪式。为车辆运行和道路养护等提供服务的配套基础设施开工。2018年7月，由于面临征地纠纷，日本国际协力事业团宣布暂停为印度高铁项目发放贷款。2020年2月中旬，日印两国政府决定，将该高铁的预计开通时间由2023年延后5年、推迟到2028年。2020年11月26日这条高铁的建造合同签字仪式。